# Altera Enigma
Altera Enigma – międzynarodowy zespół, wykonujący metal progresywny, powstały w 2004. W 2006 zespół nakładem własnym wydał album pod tytułem Alteration.

## Członkowie
- Kenny Cheong – gitara basowa
- Jayson Sherlock – perkusja
- Jason De Ron – gitara, keyboard
- Jefray Arwadi – śpiew, gitara[1]